# Synagoge (Radomyschl)

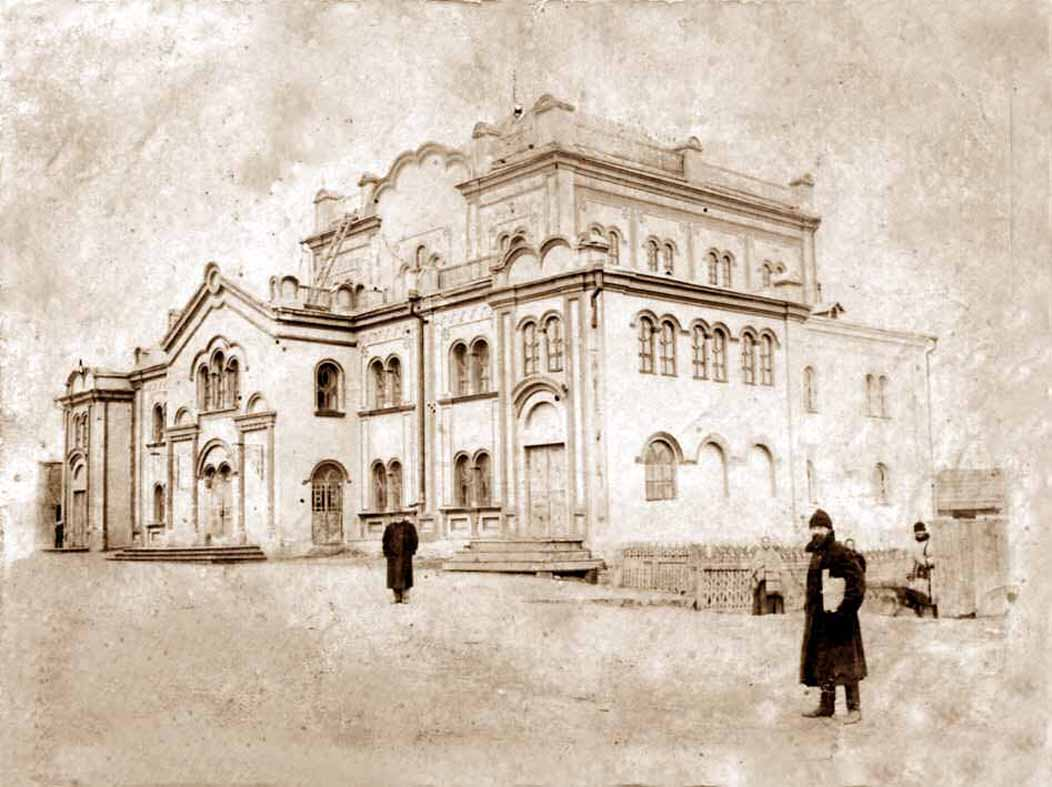
Große Synagoge, ca. 1900

Die Synagoge in Radomyschl in der Oblast Schytomyr in der Ukraine wurde 1887 gebaut. Bei einem Stadtbrand 1926 wurde sie beschädigt. Sie wurde in den 1930er Jahren abgerissen.